# 東忠続
東 忠続（あずま ただつぐ、1896年（明治29年）6月9日 - 1950年（昭和25年）3月24日）は、大正から昭和前期の日本の労働運動家。

## 経歴・人物
奈良県吉野郡十津川村に生まれる。同志社大学に入学し、在学中から友愛会の普選運動に参加し、労働運動に関する青年組織の団長をつとめる。東が団長をつとめた青年組織は「ボルガ団」といい、20歳前後の若者30余名で組織された友愛会京都支部の育成組織であった。1920年（大正9年）同志社大学を卒業すると、翌年の1921年（大正10年）関西労働同盟会の書記となり、藤永田造船所の争議を指導した廉で検挙される。出獄すると、翌年の1922年（大正11年）尼崎合同労働組合組合長となる。1924年（大正13年）運動から離れ、大阪毎日新聞の記者となった。